# Известия юридического факультета в Харбине
Известия юридического факультета в Харбине — русский журнал, основное издание восточной ветви российской эмиграции, в котором получили отражение взгляды учёных на международное право.
За время своего существования было выпущено 12 томов «Известий». Они выходили не вполне регулярно, в зависимости не от наличия научного материала, в котором, вообще говоря, у факультета недостатка никогда не было, а в зависимости от имеющихся средств. Первый том вышел только в 1925 году, к концу 1928 года было напечатано уже 8 томов, а в течение последующих десяти лет вышло только четыре последних тома.
Наиболее интенсивную издательскую деятельность факультет развил в период расцвета, в 1925—1928 годах.
Постоянного редактора не было. Советом профессоров избирался редактор того или иного тома. Большинство томов редактировал Г. К. Гинс и Н. В. Устрялов.
Обычно «Известия» печатались на факультетские средства. Однако после перехода факультета в 1929 году в ведение китайской администрации «Известия» печатались за счёт профессоров факультета, авторов, доходов от коммерческих объявлений, пожертвований частных лиц и т. д. Например, издание десятого тома было оплачено авторами помещённых в нём статей.
«Когда факультет приступил в 1925 году к изданию первого тома „Известий“, ни одна типография в городе не имела опыта в отношении издания научных книг, с примечаниями, ссылками на иностранные источники, разнообразием шрифтов в тексте. Печатание сопряжено было с большими механическими трудностями. Факультет проложил путь научной книге и теперь в городе Харбине можно напечатать любое исследование»,- заключал Н. П. Автономов.
В каждом из вышедших 12 весьма объёмных томов (248—384 с.) содержались мысли юристов зарубежья на различные проблемы международного права.